# 궤적
《궤적》(軌跡)은 일본 개발사 니혼 팔콤이 제작하는 일련의 롤플레잉 비디오 게임 시리즈이다. 니혼 팔콤의 《영웅전설》에서 파생한 하위 시리즈로 2004년에 발매된 《영웅전설 하늘의 궤적 FC》로 시작됐다. 본편 게임들은 모두 동일한 세계관에 속하나 '하늘의 궤적'이나 '섬의 궤적' 등 스토리 아크로 구성된 연작으로 제작되는 것이 특징이다.
북미 및 유럽 지역에선 《트레일즈》라는 제목으로 출시됐다. 영어판 현지화는 2011년부터 엑시드 게임스가 담당했으며, 이후 2019년부터는 NIS 아메리카가 맡았다.

## 게임
| 2004 | 영웅전설 하늘의 궤적 FC      |
| 2005 |                              |
| 2006 | 영웅전설 하늘의 궤적 SC      |
| 2007 | 영웅전설 하늘의 궤적 더 서드 |
| 2008 |                              |
| 2009 |                              |
| 2010 | 영웅전설 제로의 궤적         |
| 2011 | 영웅전설 벽의 궤적           |
| 2012 | 나유타의 궤적                |
| 2013 | 영웅전설 섬의 궤적           |
| 2014 | 영웅전설 섬의 궤적 II        |
| 2015 |                              |
| 2016 |                              |
| 2017 | 영웅전설 섬의 궤적 III       |
| 2018 | 영웅전설 섬의 궤적 IV        |
| 2019 |                              |
| 2020 | 영웅전설 시작의 궤적         |
| 2021 | 영웅전설 여의 궤적           |
| 2022 | 영웅전설 여의 궤적 II        |

《궤적》 시리즈의 본편 게임들은 모두 제무리아 대륙을 배경으로 한 하나의 세계관에 속한다. 이들은 한 대규모의 이야기를 다루는 스토리 아크에 따라 분류되며 2023년 기준으로 '리벨', '크로스벨', '에레보니아'과 '칼바드' 총 4가지 이야기가 전개됐다. 본편 시간대에서는 세프티아력이라는 가상의 달력을 사용한다. 이들 외에 외전들은 비공식이다.

### 리벨 (하늘의 궤적)
《하늘의 궤적》 삼부작은 《궤적》 시리즈의 첫 번째 이야기이다. 리벨 왕국가 무대로 의붓남매 에스텔 브라이트와 조슈아가 주인공이다. 시간대는 세프티아력 1202년 및 1203년이다.

### 크로스벨 (제로의 궤적 및 벽의 궤적)
《제로의 궤적》과 《벽의 궤적》은 1년 간격으로 연달아 출시된 작품들이다. 무대는 두 강대국 에레보니아와 칼바드 사이에 위치한 도시국가 크로스벨로, 경찰관 로이드 배닝스가 주인공이다. 시간대상 세프티아력 1204년이다.
《제로의 궤적》은 플레이스테이션 포터블로 제작돼 일본서 2010년 출시됐다.

### 에레보니아 (섬의 궤적)
《섬의 궤적》의 무대는 에레보니아 제국으로 토르즈 사관학교에 통학하는 학생 린 슈바르처와 VII반의 이야기를 그렸다. 시간대상 첫 두 편 《섬의 궤적》 및 《섬의 궤적 II》는 크로스벨 이야기와 겹치는 세프티아력 1204년 및 1205년이다. 《섬의 궤적 III》 및 《섬의 궤적 IV》 시점에선 1206년이며, 크로스벨과 에레보니아의 이야기를 모두 마무리짓는 완결편 《시작의 궤적》은 1207년이다.

### 칼바드 (여의 궤적)
《여의 궤적》은 시리즈 네 번째 이야기이다. 무대는 칼바드 공화국으로 해결사 반 아크라이드와 그를 고용한 고등학생 아니에스 클로델이 주인공이다. 시간대상 《여의 궤적》은 세프티아력 1208년, 《여의 궤적 II》는 1209년이다.

### 기타 게임
《나유타의 궤적 (2012)》은 《궤적》의 설정 일부만 빌린 독립작품으로 《이스》 시리즈와 유사한 액션 롤플레잉 게임이다.

## 기타 매체
2014년, 《하늘의 궤적》에 기반한 소설판이 출판됐다.

## 참조

### 내용주
1. ↑  영어: Trails